# Сімпсони (сезон 37)
Тридцять сьомий сезон мультсеріалу «Сімпсони» почне транслюватися на телеканалі «Fox» 28 вересня 2025 року. Серіал продовжено на 37—40 сезони 2 квітня 2025 року.
Запрошеними зірками сезону будуть: Віола Девіс («Treehouse of Horror XXXVI»), Кіран Калкін, Денні Пуді тощо.
Цього сезону вийде 800-а ювілейна, подвійна серія.
Для серії «Treehouse of Horror XXXVI» ілюстратор Стен Келлі (Ворд Саттон) анімуватиме вступну заставку.
Цього сезону:
- прем'єрна серія сезону розповість про культуру ощадливого шопінгу з Лісою та Мардж[4][5];
- в епізоді «Keep Chalm and Gary On», де Чалмерз стане своєрідним гуру з продажу чоловічої косметики[4];
- одна із серій міститиме пародію на роботи художника коміксів Жуля Фейффера[4][6].
- крім того, на «Disney+» вийдуть ексклюзивні епізоди, зокрема серія з двома окремими антиутопічними історіями та серіч, що буде чорно-білою пародією на фільм «Талановитий містер Ріплі|» та серіал «Ріплі»[4][6].

## Список серій
| № серії (загалом) | № серії (в сезоні) | Назва серії                                                              | Режисер(и)                                           | Сценарист(и)                         | Код серії       |
| ----------------- | ------------------ | ------------------------------------------------------------------------ | ---------------------------------------------------- | ------------------------------------ | --------------- |
| Буде оголошено    | Буде оголошено     | «Men Behaving Manly» «Чоловіки поводяться мужньо»                        | Стівен Дін Мур                                       | Джон Фрінк                           | 36ABF12         |
| Буде оголошено    | Буде оголошено     | «Keep Chalm and Gary On» «Зберігайте Чалмерса і продовжуйте»             | Буде оголошено                                       | Крістін Ненґл                        | 36ABF14         |
| Буде оголошено    | Буде оголошено     | «Treehouse of Horror XXXVI» «Будиночок жахів на дереві XXXVI»            | Метью Фонан                                          | Майкл Прайс, Броті Ґупта і Ден Гріні | 36ABF15         |
| Буде оголошено    | Буде оголошено     | «Bad Boys… for Life?» «Погані хлопці… назавжди?»                         | Ерік Кеніг                                           | Ел Джін                              | 36ABF17         |
| Буде оголошено    | Буде оголошено     | «Extreme Makeover: Homer Edition» «Повне перевтілення. Гомер за тиждень» | Метью Настюк (1 частина) та Тімоті Бейлі (2 частина) | Майкл Прайс і Нік Дахан              | 36ABF20-36ABF21 |
| Буде оголошено    | Буде оголошено     | «Yellow Mirror» «Жовте дзеркало»                                         | Метью Фонан                                          | Керолін і Кай Омайн                  | 36ABF22         |
| Буде оголошено    | Буде оголошено     | «The Day of the Jack-Up» «День домкрата»                                 | Буде оголошено                                       | Буде оголошено                       | 37ABF01         |
| Буде оголошено    | Буде оголошено     | «Parahormonal Activity» «Парагормональне явище»                          | Буде оголошено                                       | Лоні Стіл Состхенд                   | 37ABF03         |
| Буде оголошено    | Буде оголошено     | «Guess Who's Coming to Skinner» «Вгадай, хто прийде до Скіннера»         | Роб Олівер                                           | Джон Фрінк                           | 37ABF04         |
| Буде оголошено    | Буде оголошено     | «MultipLISAty» «БагатоЛІСА»                                              | Буде оголошено                                       | Буде оголошено                       | 37ABF05         |
| Буде оголошено    | Буде оголошено     | «¡The Fall Guy-Yi-Yi!» «Каска-ай-ай-дер!»                                | Буде оголошено                                       | Буде оголошено                       | 37ABF06         |
| Буде оголошено    | Буде оголошено     | «Seperance» «Розлука»                                                    | Буде оголошено                                       | Буде оголошено                       | 37ABF07         |
| Буде оголошено    | Буде оголошено     | «Bart and Frink» «Барт і Фрінк»                                          | Буде оголошено                                       | Буде оголошено                       | Буде оголошено  |
| Буде оголошено    | Буде оголошено     | «The Beautiful Shame» «Прекрасний сором»                                 | Буде оголошено                                       | Буде оголошено                       | Буде оголошено  |
| Буде оголошено    | Буде оголошено     | «Marge and Homer and Moe and Maya» «Мардж і Гомер і Мо і Мая»            | Буде оголошено                                       | Ел Джін                              | Буде оголошено  |